# Abhisit Vejjajiva
Mark Abhisit Vejjajiva (in thai: อภิสิทธิ์ เวชชาชีวะ; Newcastle upon Tyne, 3 agosto 1964) è un politico thailandese, Primo ministro dal 17 dicembre 2008 al 5 agosto 2011.
È stato il leader del Partito Democratico dal febbraio 2005 al marzo 2019, quando rassegnò le dimissioni in seguito agli scarsi risultati ottenuti dal partito nelle elezioni di qualche giorno prima.

## Biografia
I suoi genitori sono entrambi professionisti e docenti in campo medico. Abhisit ottenne la laurea in Politica, Psicologia ed Economia presso il St John's College di Oxford.
La Camera dei Rappresentanti di Thailandia, il 17 dicembre 2008, lo elesse 27º Primo Ministro della Thailandia. Fu investito della carica all'età di 44 anni, diventando il più giovane premier del paese, in un periodo di grave crisi politica nazionale. La nomina fu facilitata dalla dissoluzione del precedente partito di governo, il Partito del Potere Popolare del premier Somchai Wongsawat, decretata dalla Corte Costituzionale thailandese per sospette frodi elettorali. Furono avanzati gravi sospetti di coercizione esercitata da esponenti dell'esercito sui membri dei partiti della coalizione di governo uscente, confluiti nella nuova maggioranza che elesse premier Abhisit.
Dopo una manovra finanziaria populista volta ad accattivarsi le simpatie popolari, Abhisit Vejjajiva sciolse le camere nel maggio del 2011. La pesante sconfitta alle elezioni del successivo 3 luglio, in cui il suo partito raccolse 159 seggi contro i 265 del partito Pheu Thai guidato da Yingluck Shinawatra, sorella dell'ex premier Thaksin Shinawatra, lo spinse a rassegnare le dimissioni da leader del Partito Democratico. Il 6 agosto dello stesso anno, fu rieletto segretario del partito con il 96% delle preferenze, divenendo così il leader dell'opposizione.
Dopo alcuni mesi di dure proteste anti-governative, a cui aderì il partito di Abhisit, che chiedevano le dimissioni del primo ministro perché rappresentava gli interessi del deposto fratello, nel maggio del 2014 Yingluck fu destituita dalla Corte Costituzionale con l'accusa di "abuso del potere politico a fini personali", per aver rimosso dall'incarico nel 2011 l'ex capo del Consiglio di sicurezza nazionale e averlo sostituito con un proprio parente. Con tale sentenza furono destituiti anche tutti gli altri ministri in carica quando successe il fatto. La situazione creatasi riportò nelle piazze anche le camicie rosse pro-Thaksin del Fronte Unito per la Democrazia contro la Dittatura, che si dichiararono pronte a lottare per ottenere a breve nuove elezioni.
Con l'acutizzarsi della tensione, il 20 maggio 2014 l'esercito dichiarò una legge marziale con l'intento di trovare una soluzione alla crisi. Il provvedimento fu l'anticamera del colpo di Stato che i militari thailandesi effettuarono il successivo 22 maggio. La costituzione fu soppressa, il governo ad interim venne sciolto, entrò in vigore il coprifuoco sul territorio nazionale dalle 22 alle 5 e i dimostranti di entrambi gli schieramenti furono dispersi. L'intervento militare avvenne dopo che, a partire dall'inizio delle proteste in novembre, 28 persone persero la vita e 700 furono ferite in scontri e attentati collegati alle proteste. Fu il 19º tentativo di colpo di Stato nel Paese dopo l'istituzione della monarchia costituzionale nel 1932.
Dopo 5 anni di dittatura militare, le elezioni del 24 marzo 2019 furono vinte dal neonato Partito Palang Pracharath guidato dal leader della giunta Prayut Chan-o-cha. Oltre al vantaggio che la nuova Costituzione gli garantiva di avere dalla propria parte tutti i membri del Senato graditi ai militari, Prayut vinse le elezioni anche in virtù delle irregolarità commesse da funzionari nominati dalla stessa giunta militare. Le consultazioni furono aspramente criticate dalle opposizioni e da osservatori e governi stranieri. L'elettorato conservatore, tradizionalmente vicino al Partito Democratico, convogliò la maggior parte dei propri voti al partito dei militari e il partito di Abhisit passò dai 159 seggi delle ultime consultazioni a 53. Qualche giorno dopo Abhisit diede le dimissioni da segretario del partito.

## Controversie
Oltre al modo discutibile con cui divenne primo ministro, molte furono le critiche rivoltegli nei due anni e mezzo in cui governò. L'opposizione lo ritenne uno dei responsabili dell'uccisione di circa 91 manifestanti avvenuta a Bangkok durante i tumulti dell'aprile e maggio 2010. L'ONG Human Rights Watch lo ha definito il più prolifico censore nella storia recente del paese e, durante il suo governo, l'altra ONG Freedom House ha relegato la Thailandia tra i paesi 'non liberi' per quanto riguarda la libertà di stampa.